# Руфин (епископ Капуи)
Руфин (умер 25 августа 423) — святой, епископ Капуи (410—423). День памяти — 25 августа.
Святой Руфин родился в Палестине. Будучи рукоположен в сан священника, поначалу отрицал передачу первородного греха. Впоследствии обращён к истине святыми Иеронимом и Паммахием, написавшими много книг о вере. Был поставлен епископом в 410 году, став преемником святого Панфила. Оставался во главе епархии до самой кончины 25 августа 423 года. Похоронен в Капуе, в базилике Святых Апостолов. Известен своими чудотворениями по кончине.
Преемником Руфина на кафедре был святой Симмах.